# Saint-Gaudéric
Saint-Gaudéric é uma comuna francesa na região administrativa de Occitânia, no departamento de Aude. Estende-se por uma área de 11,13 km². Em 2010 a comuna tinha 120 habitantes (densidade: 10,8 hab./km²).